# Изюминка
«Изюминка» — американский кинофильм с Салли Филд и Томом Хэнксом в главных ролях.

## Сюжет
Лайла Крыцик — домохозяйка, у неё трое детей. Она всю жизнь мечтала о карьере артистки разговорного жанра. Ей удаётся познакомиться со Стивеном Гольдом. Стивен — известный артист, работающий в популярном нью-йоркском комедийном клубе. Он даёт Лайле несколько уроков, опекает её и помогает ей освоить все тонкости этой профессии. Муж Лайлы скептически относится к увлечению жены, а она через некоторое время затмевает своего учителя.

## В ролях
- Салли Филд — Лайла Крыцик
- Том Хэнкс — Стив Гольден
- Джон Гудмен — Джон Крыцик
- Пол Мазурски — Арнольд
- Марк Райделл — Ромео
- Ким Грайст — Маделин Ури
- Пэм Мэттесон — Утика Блэйк